# Neococytius cluentius
Neococytius cluentius är en fjärilsart som beskrevs av Pieter Cramer 1775. Neococytius cluentius ingår i släktet Neococytius och familjen svärmare. Inga underarter finns listade i Catalogue of Life.

## Bildgalleri

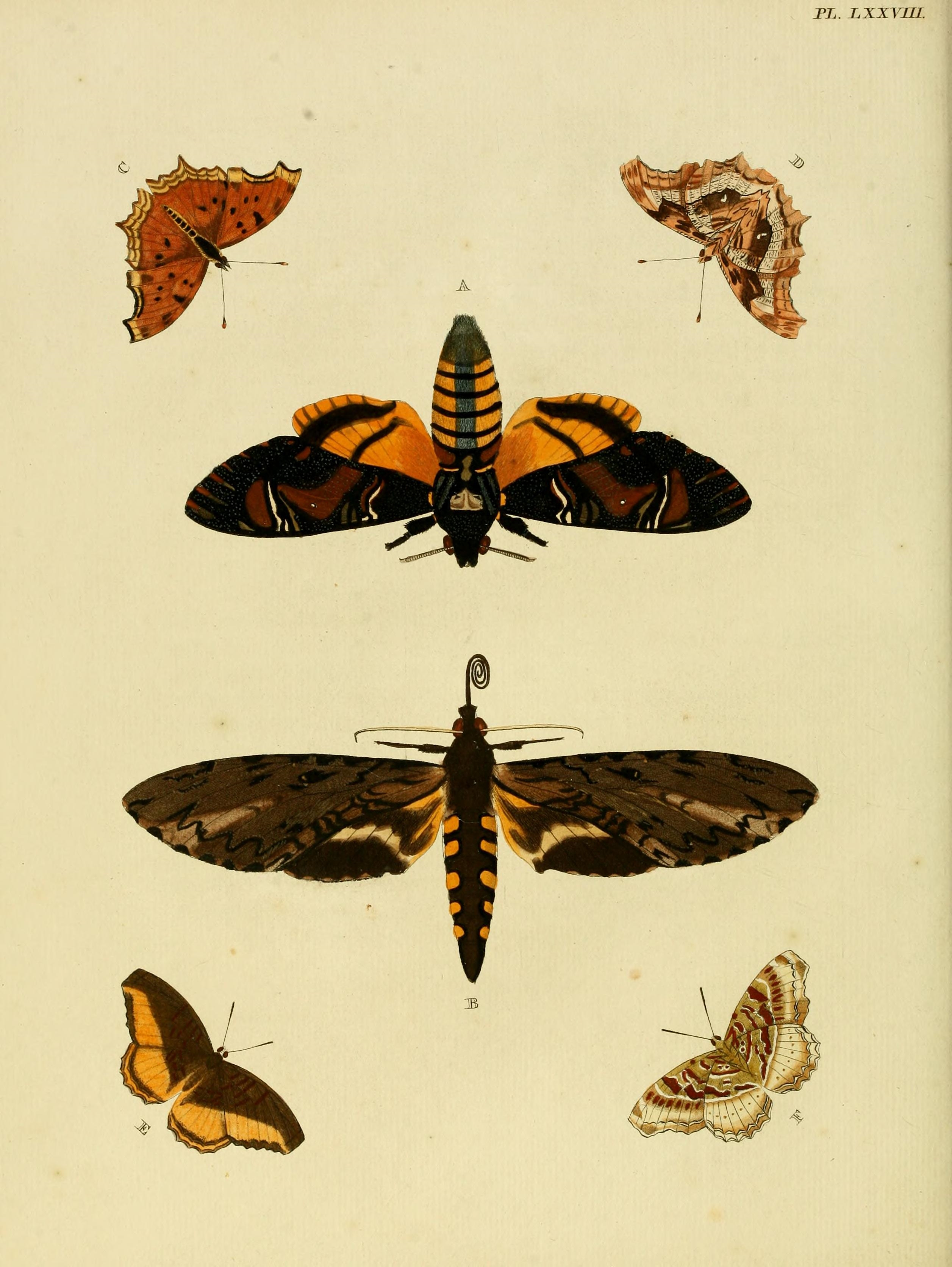
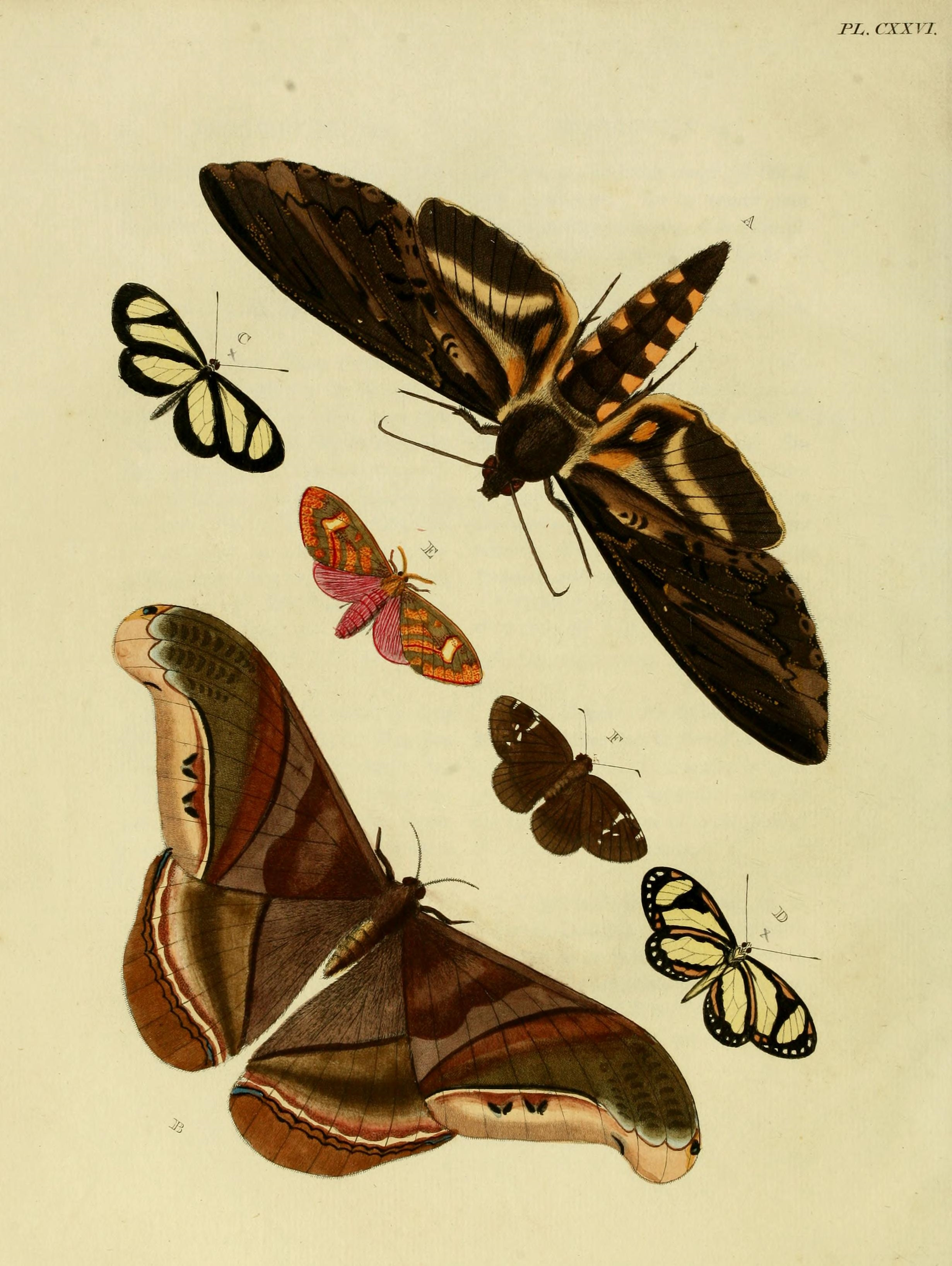